# وینترایش
وینترایش (به آلمانی: Wintrich) یک شهر در آلمان است که در برنکاستل-ویتلیش واقع شده‌است. وینترایش ۹۶۴ نفر جمعیت دارد.